# アソシアソン・フェロヴィアリア・ジ・エスポルテス
- フェロヴィアリア
- フェホヴィアリア

アソシアソン・フェロヴィアリア・ジ・エスポルテス (ポルトガル語: Associação Ferroviária de Esportes) 、通称フェロヴィアリア (Ferroviária) は、ブラジル・サンパウロ州アララクアラを本拠地とするサッカークラブである。1950年4月12日設立。男子チームの他女子チームも保有する。

## 歴史
1950年4月12日、アララクアラ鉄道の機関士によって設立。当初クラブカラーはリオデジャネイロに本拠地を置く他のクラブと同じように青と白だったが、不人気だったことから臙脂と白に変更された。1951年5月13日公式戦初開催。
1956年4月15日、カンピオナート・パウリスタ2部ファイナルステージで、ボタフォゴFCを2戦合計6-3で破り、1部昇格を達成した。
1983年、チームはカンピオナート・ブラジレイロ・セリエAを12位で終えた。
1994年、カンピオナート・ブラジレイロ・セリエC準優勝。
このクラブは男子より女子チームが好成績を修めている。
女子チームは上位リーグ（ブラジレイラン女子A1）に所属し、女子リベルタドーレス杯優勝を2回獲得している。（2015年・2020年）

## タイトル

### 男子
- コパFPF : 1回
  - 2006

- カンピオナート・パウリスタ・セリエA2 : 3回
  - 1955, 1966, 2015

- カンピオナート・パウリスタ・ド・インテリオール : 3回
  - 1967, 1968, 1969

### 女子
- コパ・ド・ブラジウ・ジ・フチボウ・フェミニーノ（ポルトガル語版） : 1回
  - 2014

- カンピオナート・ブラジレイロ・ジ・フチボウ・フェミニーノ（ポルトガル語版） : 1回
  - 2014

## 女子チーム
2014年、カンピオナート・ブラジレイロ・ジ・フチボウ・フェミニーノとコパ・ド・ブラジウ・ジ・フチボウ・フェミニーノのダブルを達成。

## 歴代所属選手
- バウディール 1986
- グラフィッチ 2001
- サミール 2005
- エジバウド・ロハス 2005